# Fuerzas Armadas de Túnez
Las Fuerzas Armadas de Túnez (en árabe: الجيش الوطني التونسي) son la organización militar de la República de Túnez, han sido diseñadas para defender la libertad, la independencia y la integridad territorial del estado tunecino. Están formadas por el Ejército, la Marina y la Fuerza Aérea.

## Historia

### Protectorado francés
El Ejército tunecino moderno fue formado en 1831 por Hassine I de Túnez. Durante el período del Protectorado francés de Túnez (1881-1956), los tunecinos fueron reclutados en cantidades significativas en el Ejército francés, sirviendo como tirailleurs (infantería) y spahis (caballería) estas unidades entraron en servicio durante la Primera Guerra Mundial, la Segunda Guerra Mundial y la Guerra de Indochina. La única fuerza militar exclusivamente tunecina permitida bajo el gobierno francés era la Guardia Beylical.

### Reino de Túnez
En 1956, el Reino de Túnez logró la independencia de Francia. Ese mismo año, se creó el Ejército Tunecino. El nuevo ejército estaba armado con armas francesas. La base del ejército tunecino eran antiguos soldados de las tropas coloniales francesas que tenían un buen entrenamiento y experiencia real en combate, adquirida en las batallas de la Segunda Guerra Mundial y la Guerra de Indochina, donde participaron tres batallones tunecinos.
El 30 de junio de 1956, el Ejército tunecino fue fundado oficialmente por decreto, en forma de un regimiento de armas combinadas. El equipo necesario fue puesto a disposición del joven estado a partir de existencias francesas. 
El nuevo ejército inicialmente comprendía 25 oficiales tunecinos, 250 suboficiales y 1250 hombres transferidos del servicio del Ejército francés, más 850 antiguos miembros de la Guardia Beylical.
Tras la independencia de Túnez, había unos 4000 soldados tunecinos en el Ejército de tierra francés, posteriormente la mayoría de ellos regresaron a Túnez para servir en el Ejército tunecino.
La incorporación de reclutas para el servicio militar se hizo obligatoria en enero de 1957, así como el llamado de los reservistas. 
El servicio militar se hizo obligatorio en enero de 1957 y elevó la fuerza del ejército tunecino a unos 20 000 hombres en 1961.

### Bombardeo de Sakiet Sidi Youssef
Las unidades tunecinas entraron en acción por primera vez en 1958, tras las intrusiones francesas en el sur en persecución de los combatientes del Ejército de Liberación Nacional de Argelia.
El bombardeo de Sakiet Sidi Youssef, fue una operación militar de las Fuerzas Armadas francesas durante la guerra de Independencia de Argelia (1954-1962), que resultó en un ataque a la localidad tunecina de Sakiet Sidi Youssef, el 8 de febrero de 1958, causando la muerte de varias decenas de civiles.
La operación abrió una crisis diplomática entre Francia y Túnez, que alcanzó una dimensión internacional, tras las protestas y denuncia del gobierno tunecino al Consejo de Seguridad de las Naciones Unidas, provocando la caída del presidente del Consejo de la República francesa, Félix Gaillard, y la retirada de las bases francesas de su antigua colonia, permitiendo la vuelta al poder del General Charles De Gaulle.

### Crisis de Bizerta
En 1961, el Ejército tunecino tenía 12 batallones y 20 000 hombres. El 60% por ciento de esas tropas, se desplegaron para tareas de vigilancia y defensa de fronteras.
En 1961 se produjeron enfrentamientos con las fuerzas francesas con base en Bizerta. Más de 600 hombres cayeron en batalla contra las fuerzas francesas. Los franceses evacuaron la base tras posteriores negociaciones con el Gobierno tunecino.
En el verano de 1961, durante la crisis de Bizerta, las tropas tunecinas, durante los combates con los franceses en territorio tunecino, tuvieron según datos oficiales, unos 630 muertos y unos 1555 heridos. 
Tras una tregua y una solución diplomática de la crisis, los franceses retiraron a sus tropas y a su Armada de Bizerta en 1963 y las bases navales francesas en Túnez fueron entregadas al Ejército tunecino. 
La crisis de Bizerta, ocurrió en julio de 1961, cuando el presidente tunecino Habib Burguiba, impuso un bloqueo naval a la base militar francesa de Bizerta, Túnez, con la esperanza de forzar su evacuación. 
Las fuerzas tunecinas rodearon y bloquearon la base naval francesa, con el fin de obligar a la Armada Nacional francesa a abandonar sus últimas posesiones en el país norteafricano. 
La crisis culminó en una batalla de tres días, entre las Fuerzas Armadas francesas y las tunecinas, en la que soldados tunecinos, paramilitares y voluntarios civiles apresuradamente organizados, se enfrentaron a los franceses en fuertes combates callejeros, siendo forzados a retroceder por parte de las fuerzas francesas. Los Fuerzas Armadas franceses invadieron la ciudad de Bizerta el 23 de julio de 1961. 
Los enfrentamientos se saldaron con la muerte cerca de 27 soldados franceses y 632 tunecinos (de los cuales solo la mitad pertenecía al ejército regular tunecino). También se contaron un centenar de heridos franceses y unos 1500 heridos tunecinos. 
Inicialmente, las Naciones Unidas no pudieron llevar a cabo ningún tipo de acción sustancial contra los franceses, lo que enfureció a las autoridades tunecinas.
Los franceses finalmente entregaron Bizerta el 15 de octubre de 1963, después de la conclusión de la guerra de Independencia de Argelia.

### Guerra de Libia de 2011
Durante la Guerra de Libia de 2011, las fuerzas tunecinas, en su mayoría guardias fronterizos, vieron alguna acción limitada cuando los combates entre los rebeldes libios y los soldados gadafistas, se extendieron a la frontera libio-tunecina.

### Gestión de la pandemia de COVID-19
En 2021, Túnez reforzó el papel de los militares en su lucha por frenar la propagación de la pandemia del COVID-19. La presidencia tunecina anunció que los graduados universitarios de medicina y los paramédicos iban a ser reclutados por el ejército. La intención de esta medida era remediar la escasez de personal médico en los hospitales públicos y privados debido a que cientos de profesionales de la salud descontentos habían abandonado el país norteafricano. Entre otras decisiones, se llevó a cabo una campaña de vacunación por parte de equipos conjuntos civiles y militares en todo el país, bajo la supervisión del Ejército tunecino.

## Misiones de paz
En 1960, las tropas tunecinas sirvieron en la Fuerza Nacional Unida de Mantenimiento de la Paz en el Congo. 1020 soldados de las Fuerzas Armadas tunecinas estuvieron entre las primeras tropas de la Organización de las Naciones Unidas (ONU) en llegar a la República Democrática del Congo, el 20 de julio de 1960. 
Túnez participa en misiones de mantenimiento de la paz de las Naciones Unidas en la República Democrática del Congo (MONUSCO) y en Costa de Marfil (UNOCI).
El Ejército tunecino ha participado en numerosas misiones de paz de la ONU; en el Congo (Operación de Naciones Unidas en el Congo), Camboya (APRONUC), Somalia, Ruanda, Comoras y Kosovo.
Túnez ha aportado fuerzas militares a las misiones de mantenimiento de la paz de las Naciones Unidas, incluida una compañía del ejército a la Misión de Asistencia de las Naciones Unidas para Ruanda (UNAMIR) durante el genocidio ruandés.

## Efectivos y equipamiento
El número de efectivos terrestres de las Fuerzas Armadas tunecinas es hoy de unas 30 000 personas, en la Fuerza Aérea Tunecina sirven unas 5000 personas y en la Armada Nacional Tunecina sirven unos 4500 hombres.
La mayor parte del equipamiento consiste en armas extranjeras producidas entre los años 1950 y 1980, que en gran medida se están volviendo obsoletas, por lo que las Fuerzas Armadas Tunecinas están buscando formas de actualizar su equipamiento, recibiendo armas extranjeras y comprando armas modernas en otros países, por ejemplo, mediante la compra de vehículos aéreos no tripulados (VANT) en Turquía.

## Armada Nacional
La Armada Nacional Tunecina fue fundada en 1958 y recibió su primer barco en el otoño de 1959. La Fuerza Aérea adquirió su primer avión de combate en 1960. Aunque las fuerzas armadas tunecinas obtienen equipo de varias fuentes, Estados Unidos sigue siendo el mayor proveedor individual. Antes, la formación de oficiales y especialistas del personal tunecino se impartía en academias militares francesas y estadounidenses. Ahora, los alumnos tunecinos están siendo destinados gradualmente a escuelas militares de reciente creación en el país.

## Ejército de Túnez
El Ejército de tierra de Túnez (en árabe: جيش البر التونسي) (en francés: Armée de terre tunisienne) es el componente terrestre de las Fuerzas Armadas de Túnez. El mando de las fuerzas terrestres está situado en Bizerta. Las Fuerzas Armadas de Túnez se crearon el 30 de junio de 1956.

## Fuerza Aérea Tunecina
La Fuerza Aérea Tunecina se constituyó como una rama de las Fuerzas Armadas Tunecinas en 1959, aunque no dispuso de ningún aparato hasta 1960, cuando recibió ocho aviones Saab 91 Safir de la Fuerza Aérea Sueca, y tiempo después adquirieron siete unidades más. En 1961 adquirieron los primeros helicópteros, en concreto dos Aérospatiale Alouette II. En 1963 Francia le entregó tres Dassault MD 315 Flamant y doce North American T-6 Harvard, y dos años después se hizo con ocho Aermacchi MB-326.
En 1969, la fuerza aérea tunecina adquirió 12 cazas a reacción North American F-86 Sabre y en 1974 sustituyó los primitivos Saab 91 Safir por 12 Aermacchi SF.260. En 1975 adquirió 10 Douglas A-4 Skyhawk y para sustituir a los F-86 Sabre adquirió los más económicos Aermacchi MB-326 también se adquirieron dos helicópteros Bell UH-1H y dos Bell UH-1N, seguidos de 16 Bell 204/205 italianos, fabricados bajo licencia por AgustaWestland en 1980. Unos años después se compraron cuatro helicópteros Bell 412.